# Husitská trilogie (fantasy)
Husitská trilogie (nebo též Sága o Reinmarovi z Bělavy) je historická fantasy sága od Andrzeje Sapkowského, odehrávající se ve Slezsku a Čechách v 1. pol. 15. století. 
Děj je situován do období husitských válek, čerpá ze středověkých kronik a lokáních pověstí, z fantastických prvků klade důraz téměř výhradně na magii. 
Pro svou dikci, poměrně složitý styl a košatý jazyk se spoustou latinských citátů bývá přirovnávána k románům Henryka Sienkiewicze. 
Hlavním námětem je tragický příběh lásky ranhojiče a mága Reinmara z Bělavy a šlechtické dívky Jutty, rozvíjený na pozadí husitských válek. V sérii se objevuje velké množství historických osobností. 
Sapkowského trilogie se skládá z knih:
- Narrenturm
- Boží bojovníci
- Lux Perpetua